# Podgrabie (Niepołomice)
Podgrabie – dawna wieś, a dziś centralna część osiedla Podgrabie w Niepołomicach, położona w zachodniej jego części. Od zachodu sąsiaduje z wsią Grabie w gminie Wieliczka, od południa z Karnem, natomiast od zachodu z Chwalcowem.
W rejonie tym występuje jedynie zabudowa jednorodzinna.